# Liste des épisodes de Bia
 (décembre 2020).
Si vous disposez d'ouvrages ou d'articles de référence ou si vous connaissez des sites web de qualité traitant du thème abordé ici, merci de compléter l'article en donnant les références utiles à sa vérifiabilité et en les liant à la section « Notes et références ».
Cet article présente la liste des épisodes de la série télévisée argentine Bia.

## Panorama des saisons
| Saisons                            | Saisons                            | Épisodes                           | Épisodes                           | Épisodes               | Amérique latine | Amérique latine   | Espagne           | Espagne          | France          | France         | Belgique         | Belgique        |
| Saisons                            | Saisons                            | Épisodes                           | Épisodes                           | Épisodes               | Début           | Fin               | Début             | Fin              | Début           | Fin            | Début            | Fin             |
| ---------------------------------- | ---------------------------------- | ---------------------------------- | ---------------------------------- | ---------------------- | --------------- | ----------------- | ----------------- | ---------------- | --------------- | -------------- | ---------------- | --------------- |
|                                    | 1                                  | 60                                 | 60                                 | 20                     | 24 juin 2019    | 19 juillet 2019   | 16 septembre 2019 | 17 octobre 2019  | 6 janvier 2020  | 6 février 2020 | 6 janvier 2020   | 31 janvier 2020 |
|                                    | 1                                  | 60                                 | 60                                 | 20                     | 19 août 2019    | 13 septembre 2019 | 21 octobre 2019   | 21 novembre 2019 | 10 février 2020 | 12 mars 2020   | 3 février 2020   | 28 février 2020 |
|                                    | 1                                  | 60                                 | 60                                 | 20                     | 14 octobre 2019 | 8 novembre 2020   | 25 novembre 2019  | 2 janvier 2020   | 16 mars 2020    | 16 avril 2020  | 2 mars 2020      | 27 mars 2020    |
|                                    | 2                                  | 60                                 | 40                                 | 20                     | 16 mars 2020    | 8 mai 2020        | 13 avril 2020     | 18 juin 2020     | 5 mars 2021     | 5 mars 2021    | 21 décembre 2020 | 15 janvier 2021 |
| 20                                 | 2                                  | 60                                 | 40                                 | NC                     | 16 mars 2020    | 8 mai 2020        | 13 avril 2020     | 18 juin 2020     | 5 mars 2021     | 5 mars 2021    | NC               |                 |
|                                    | 2                                  | 60                                 | 20                                 | 20                     | 29 juin 2020    | 24 juillet 2020   | 22 juin 2020,     | 23 juillet 2020  | 5 mars 2021     | 5 mars 2021    | NC               | NC              |
|                                    | Bia: Un mundo al revés             | Bia: Un mundo al revés             | Bia: Un mundo al revés             | Bia: Un mundo al revés | 19 février 2021 | 19 février 2021   | NC                | NC               | NC              | NC             | NC               | NC              |
| Bia: Un mundo al revés - Making Of | Bia: Un mundo al revés - Making Of | Bia: Un mundo al revés - Making Of | Bia: Un mundo al revés - Making Of | 5 mars 2021            | 5 mars 2021     | NC                | NC                | NC               | NC              | NC             | NC               |                 |

## Saison 1 (2019)
Note : la série ne bénéficie à ce jour d'aucun titre traduit en version française.
| №                                      | #  | Titre original                               | Diffusion française               | Diffusion belge | Diffusion originale | Diffusion espagnole |
| -------------------------------------- | -- | -------------------------------------------- | --------------------------------- | --------------- | ------------------- | ------------------- |
| Première partie : Así yo soy           |    |                                              |                                   |                 |                     |                     |
| 1                                      | 1  | Colorear una nueva aventura                  | 29 décembre 2019 (avant-première) | 6 janvier 2020  | 24 juin 2019        | 16 septembre 2019   |
| 1                                      | 1  | Colorear una nueva aventura                  | 6 janvier 2020                    | 6 janvier 2020  | 24 juin 2019        | 16 septembre 2019   |
| 2                                      | 2  | Sonido de una melodia                        | 7 janvier 2020                    | 7 janvier 2020  | 25 juin 2019        | 17 septembre 2019   |
| 3                                      | 3  | Melodias en sintonia                         | 8 janvier 2020                    | 8 janvier 2020  | 26 juin 2019        | 18 septembre 2019   |
| 4                                      | 4  | Voces de uno solo corazón                    | 9 janvier 2020                    | 9 janvier 2020  | 27 juin 2019        | 19 septembre 2019   |
| 5                                      | 5  | Las dos partes de una canción                | 13 janvier 2020                   | 10 janvier 2020 | 28 juin 2019        | 23 septembre 2019   |
| 6                                      | 6  | La chica de la voz                           | 14 janvier 2020                   | 13 janvier 2020 | 1er juillet 2019    | 24 septembre 2019   |
| 7                                      | 7  | Corazones confusos                           | 15 janvier 2020                   | 14 janvier 2020 | 2 juillet 2019      | 25 septembre 2019   |
| 8                                      | 8  | La bicicleta de Bia                          | 16 janvier 2020                   | 15 janvier 2020 | 3 juillet 2019      | 26 septembre 2019   |
| 9                                      | 9  | Video secreto                                | 20 janvier 2020                   | 16 janvier 2020 | 4 juillet 2019      | 30 septembre 2019   |
| 10                                     | 10 | Mal entendido                                | 21 janvier 2020                   | 17 janvier 2020 | 5 juillet 2019      | 1er octobre 2019    |
| 11                                     | 11 | Mala repercusión                             | 22 janvier 2020                   | 20 janvier 2020 | 8 juillet 2019      | 2 octobre 2019      |
| 12                                     | 12 | El video de carmín                           | 23 janvier 2020                   | 21 janvier 2020 | 9 juillet 2019      | 3 octobre 2019      |
| 13                                     | 13 | #StopBiaHater                                | 27 janvier 2020                   | 22 janvier 2020 | 10 juillet 2019     | 7 octobre 2019      |
| 14                                     | 14 | La cobra ataca novamente                     | 28 janvier 2020                   | 23 janvier 2020 | 11 juillet 2019     | 8 octobre 2019      |
| 15                                     | 15 | La vida te devuelve                          | 29 janvier 2020                   | 24 janvier 2020 | 12 juillet 2019     | 9 octobre 2019      |
| 16                                     | 16 | Talento Bia                                  | 30 janvier 2020                   | 27 janvier 2020 | 15 juillet 2019     | 10 octobre 2019     |
| 17                                     | 17 | Remuever con el pasado                       | 3 février 2020                    | 28 janvier 2020 | 16 juillet 2019     | 14 octobre 2019     |
| 18                                     | 18 | El proximo paso                              | 4 février 2020                    | 29 janvier 2020 | 17 juillet 2019     | 15 octobre 2019     |
| 19                                     | 19 | ¿Es solo interés?                            | 5 février 2020                    | 30 janvier 2020 | 18 juillet 2019     | 16 octobre 2019     |
| 20                                     | 20 | Cuéntales                                    | 6 février 2020                    | 31 janvier 2020 | 19 juillet 2019     | 17 octobre 2019     |
| Seconde partie : ¡Todo vuelve!         |    |                                              |                                   |                 |                     |                     |
| 21                                     | 21 | Conflictos familiares                        | 10 février 2020                   | 3 février 2020  | 19 août 2019        | 21 octobre 2019     |
| 22                                     | 22 | Amor imposible                               | 11 février 2020                   | 4 février 2020  | 20 août 2019        | 22 octobre 2019     |
| 23                                     | 23 | La canción inacabada                         | 12 février 2020                   | 5 février 2020  | 21 août 2019        | 23 octobre 2019     |
| 24                                     | 24 | Propuesta tentadora                          | 13 février 2020                   | 6 février 2020  | 22 août 2019        | 24 octobre 2019     |
| 25                                     | 25 | Pensamientos mal entendidos                  | 17 février 2020                   | 7 février 2020  | 23 août 2019        | 28 octobre 2019     |
| 26                                     | 26 | Cuatro corazones en una canción              | 18 février 2020                   | 10 février 2020 | 26 août 2019        | 29 octobre 2019     |
| 27                                     | 27 | Encuentros ocultos                           | 19 février 2020                   | 11 février 2020 | 27 août 2019        | 30 octobre 2019     |
| 28                                     | 28 | Los tonos de una amenaza                     | 20 février 2020                   | 12 février 2020 | 28 août 2019        | 31 octobre 2019     |
| 29                                     | 29 | Si un camino se cierra, otro siempre se abre | 24 février 2020                   | 13 février 2020 | 29 août 2019        | 4 novembre 2019     |
| 30                                     | 30 | Tu color para pintar                         | 25 février 2020                   | 14 février 2020 | 30 août 2019        | 5 novembre 2019     |
| 31                                     | 31 | Cerca de mí                                  | 26 février 2020                   | 17 février 2020 | 2 septembre 2019    | 6 novembre 2019     |
| 32                                     | 32 | Verdades ocultas                             | 27 février 2020                   | 18 février 2020 | 3 septembre 2019    | 7 novembre 2019     |
| 33                                     | 33 | Rastros de un pañuelo dorado                 | 2 mars 2020                       | 19 février 2020 | 4 septembre 2019    | 11 novembre 2019    |
| 34                                     | 34 | De el odio no sale nada bueno                | 3 mars 2020                       | 20 février 2020 | 5 septembre 2019    | 12 novembre 2019    |
| 35                                     | 35 | Ahogados en sentimientos                     | 4 mars 2020                       | 21 février 2020 | 6 septembre 2019    | 13 novembre 2019    |
| 36                                     | 36 | Caminos divididos                            | 5 mars 2020                       | 24 février 2020 | 9 septembre 2019    | 14 novembre 2019    |
| 37                                     | 37 | Lejos, sin querer                            | 9 mars 2020                       | 25 février 2020 | 10 septembre 2019   | 18 novembre 2019    |
| 38                                     | 38 | La esperanza es lo último que se pierde      | 10 mars 2020                      | 26 février 2020 | 11 septembre 2019   | 19 novembre 2019    |
| 39                                     | 39 | La música puede unirnos                      | 11 mars 2020                      | 27 février 2020 | 12 septembre 2019   | 20 novembre 2019    |
| 40                                     | 40 | Penas de un primer amor                      | 12 mars 2020                      | 28 février 2020 | 13 septembre 2019   | 21 novembre 2019    |
| Troisième partie : ¡Lo mejor comienza! |    |                                              |                                   |                 |                     |                     |
| 41                                     | 41 | Beso inesperado                              | 16 mars 2020                      | 2 mars 2020     | 14 octobre 2019     | 25 novembre 2019    |
| 42                                     | 42 | Las huellas de la tristeza                   | 17 mars 2020                      | 2 mars 2020     | 15 octobre 2019     | 26 novembre 2019    |
| 43                                     | 43 | Cada sentimiento brillará por ti             | 18 mars 2020                      | 4 mars 2020     | 16 octobre 2019     | 27 novembre 2019    |
| 44                                     | 44 | La inspiración a nuestro alrededor           | 19 mars 2020                      | 5 mars 2020     | 17 octobre 2019     | 28 novembre 2019    |
| 45                                     | 45 | Trampas en nuestro camino                    | 23 mars 2020                      | 6 mars 2020     | 18 octobre 2019     | 2 décembre 2019     |
| 46                                     | 46 | La conspiración contra nosotros              | 24 mars 2020                      | 9 mars 2020     | 21 octobre 2019     | 3 décembre 2019     |
| 47                                     | 47 | Las cartas que me llevan a ti                | 25 mars 2020                      | 10 mars 2020    | 22 octobre 2019     | 4 décembre 2019     |
| 48                                     | 48 | Por ti no me detendré                        | 26 mars 2020                      | 11 mars 2020    | 23 octobre 2019     | 5 décembre 2019     |
| 49                                     | 49 | El estilo de una proposición astuta          | 30 mars 2020                      | 12 mars 2020    | 24 octobre 2019     | 9 décembre 2019     |
| 50                                     | 50 | Me dejaré llevar                             | 31 mars 2020                      | 13 mars 2020    | 25 octobre 2019     | 10 décembre 2019    |
| 51                                     | 51 | La actitud que nos lleva                     | 1er avril 2020                    | 16 mars 2020    | 28 octobre 2019     | 11 décembre 2019    |
| 52                                     | 52 | Al ritmo de nuestro corazón                  | 2 avril 2020                      | 17 mars 2020    | 29 octobre 2019     | 12 décembre 2019    |
| 53                                     | 53 | Nadie es responsable de lo que sientes       | 6 avril 2020                      | 18 mars 2020    | 30 octobre 2019     | 16 décembre 2019    |
| 54                                     | 54 | Una cancion que nos conecta                  | 7 avril 2020                      | 19 mars 2020    | 31 octobre 2019     | 17 décembre 2019    |
| 55                                     | 55 | #SoyComoSoy                                  | 8 avril 2020                      | 20 mars 2020    | 1er novembre 2019   | 18 décembre 2019    |
| 56                                     | 56 | Ilusión de esperanzas                        | 9 avril 2020                      | 23 mars 2020    | 4 novembre 2019     | 19 décembre 2019    |
| 57                                     | 57 | Nada fue como esperábamos                    | 23 octobre 2020                   | 24 mars 2020    | 5 novembre 2019     | 30 décembre 2019    |
| 58                                     | 58 | BeU tu vida                                  | 14 avril 2020                     | 25 mars 2020    | 6 novembre 2019     | 31 décembre 2019    |
| 59                                     | 59 | Si tú estás conmigo                          | 15 avril 2020                     | 26 mars 2020    | 7 novembre 2019     | 1er janvier 2020    |
| 60                                     | 60 | Si vuelvo a nacer                            | 16 avril 2020                     | 27 mars 2020    | 8 novembre 2019     | 2 janvier 2020      |

## Saison 2 (2020)
Note : la série ne bénéficie à ce jour d'aucuns titres traduits en version française.
| №                                    | #  | Titre original                               | Diffusion française | Diffusion belge  | Diffusion originale | Diffusion espagnole |
| ------------------------------------ | -- | -------------------------------------------- | ------------------- | ---------------- | ------------------- | ------------------- |
| Première partie : BeU tu vida        |    |                                              |                     |                  |                     |                     |
| 61                                   | 1  | Nuevos Comienzos                             | 5 mars 2021         | 21 décembre 2020 | 16 mars 2020        | 13 avril 2020       |
| 62                                   | 2  | Un plan perfecto                             | 5 mars 2021         | 22 décembre 2020 | 17 mars 2020        | 14 avril 2020       |
| 63                                   | 3  | Bajo sospecha                                | 5 mars 2021         | 23 décembre 2020 | 18 mars 2020        | 15 avril 2020       |
| 64                                   | 4  | Votos de confianzas y preparativos finales   | 5 mars 2021         | 24 décembre 2020 | 19 mars 2020        | 16 avril 2020       |
| 65                                   | 5  | Un lanzamiento de sentimientos               | 5 mars 2021         | 25 décembre 2020 | 20 mars 2020        | 20 avril 2020       |
| 66                                   | 6  | Como resultado de actitudes                  | 5 mars 2021         | 28 décembre 2020 | 23 mars 2020        | 21 avril 2020       |
| 67                                   | 7  | Malas excusas                                | 5 mars 2021         | 29 décembre 2020 | 24 mars 2020        | 22 avril 2020       |
| 68                                   | 8  | Colisiones de decepciones                    | 5 mars 2021         | 30 décembre 2020 | 25 mars 2020        | 23 avril 2020       |
| 69                                   | 9  | En los dones de la manipulación              | 5 mars 2021         | 31 décembre 2020 | 26 mars 2020        | 27 avril 2020       |
| 70                                   | 10 | Separados, pero juntos                       | 5 mars 2021         | 1er janvier 2021 | 27 mars 2020        | 28 avril 2020       |
| 71                                   | 11 | Doble trampa                                 | 5 mars 2021         | 4 janvier 2021   | 30 mars 2020        | 29 avril 2020       |
| 72                                   | 12 | Confianzas y secretos                        | 5 mars 2021         | 5 janvier 2021   | 31 mars 2020        | 30 avril 2020       |
| 73                                   | 13 | Verdades secretas                            | 5 mars 2021         | 6 janvier 2021   | 1er avril 2020      | 4 mai 2020          |
| 74                                   | 14 | Eclipsados por los miedos                    | 5 mars 2021         | 7 janvier 2021   | 2 avril 2020        | 5 mai 2020          |
| 75                                   | 15 | Buscando la verdad                           | 5 mars 2021         | 8 janvier 2021   | 3 avril 2020        | 6 mai 2020          |
| 76                                   | 16 | Crisis sentimental                           | 5 mars 2021         | 11 janvier 2021  | 6 avril 2020        | 7 mai 2020          |
| 77                                   | 17 | Intenciones y alianzas                       | 5 mars 2021         | 12 janvier 2021  | 7 avril 2020        | 11 mai 2020         |
| 78                                   | 18 | Una revelación enmascarada                   | 5 mars 2021         | 13 janvier 2021  | 8 avril 2020        | 12 mai 2020         |
| 79                                   | 19 | Las consecuencias de las malas repercusiones | 5 mars 2021         | 14 janvier 2021  | 9 avril 2020        | 13 mai 2020         |
| 80                                   | 20 | El poder de una revelación                   | 5 mars 2021         | 15 janvier 2021  | 10 avril 2020       | 14 mai 2020         |
| 81                                   | 21 | Tiempos de adversidad                        | 5 mars 2021         | NC               | 13 avril 2020       | 18 mai 2020         |
| 82                                   | 22 | Teoría del caos                              | 5 mars 2021         | NC               | 14 avril 2020       | 19 mai 2020         |
| 83                                   | 23 | En la tierra del amor y el odio              | 5 mars 2021         | NC               | 15 avril 2020       | 20 mai 2020         |
| 84                                   | 24 | El arte de un crimen                         | 5 mars 2021         | NC               | 16 avril 2020       | 21 mai 2020         |
| 85                                   | 25 | Un pasado de misterios                       | 5 mars 2021         | NC               | 17 avril 2020       | 25 mai 2020         |
| 86                                   | 26 | Volver a empezar                             | 5 mars 2021         | NC               | 20 avril 2020       | 26 mai 2020         |
| 87                                   | 27 | #BiaIsACriminal                              | 5 mars 2021         | NC               | 21 avril 2020       | 27 mai 2020         |
| 88                                   | 28 | La confianza se rompe                        | 5 mars 2021         | NC               | 22 avril 2020       | 28 mai 2020         |
| 89                                   | 29 | Un falso culpable                            | 5 mars 2021         | NC               | 23 avril 2020       | 1er juin 2020       |
| 90                                   | 30 | Epílogo                                      | 5 mars 2021         | NC               | 24 avril 2020       | 2 juin 2020         |
| 91                                   | 31 | Razones que afectan los sentimientos         | 5 mars 2021         | NC               | 27 avril 2020       | 3 juin 2020         |
| 92                                   | 32 | Relates y encuentros casuales                | 5 mars 2021         | NC               | 28 avril 2020       | 4 juin 2020         |
| 93                                   | 33 | Mentiras que ya no convencen                 | 5 mars 2021         | NC               | 29 avril 2020       | 8 juin 2020         |
| 94                                   | 34 | Intuición inevitable                         | 5 mars 2021         | NC               | 30 avril 2020       | 9 juin 2020         |
| 95                                   | 35 | Una luz de secretos y emociones              | 5 mars 2021         | NC               | 1er mai 2020        | 10 juin 2020        |
| 96                                   | 36 | Vientos de cambios                           | 5 mars 2021         | NC               | 4 mai 2020          | 11 juin 2020        |
| 97                                   | 37 | Los caminos de la verdad                     | 5 mars 2021         | NC               | 5 mai 2020          | 15 juin 2020        |
| 98                                   | 38 | Confía en tu intuición                       | 5 mars 2021         | NC               | 6 mai 2020          | 16 juin 2020        |
| 99                                   | 39 | Hechos inconvertibles                        | 5 mars 2021         | NC               | 7 mai 2020          | 17 juin 2020        |
| 100                                  | 40 | Colores que iluminan nuestros corazones      | 5 mars 2021         | NC               | 8 mai 2020          | 18 juin 2020        |
| Deuxième partie: Aquí me encontrarás |    |                                              |                     |                  |                     |                     |
| 101                                  | 41 | Si El Cielo Se Oscurece                      | 5 mars 2021         | NC               | 29 juin 2020        | 22 juin 2020        |
| 102                                  | 42 | El Lado Sombrío De La Verdad                 | 5 mars 2021         | NC               | 30 juin 2020        | 23 juin 2020        |
| 103                                  | 43 | Guerra de Confidencias                       | 5 mars 2021         | NC               | 1er juillet 2020    | 24 juin 2020        |
| 104                                  | 44 | Acerca De Cometer Errores                    | 5 mars 2021         | NC               | 2 juillet 2020      | 25 juin 2020        |
| 105                                  | 45 | El Amor Puede Curar Todas Las Heridas        | 5 mars 2021         | NC               | 3 juillet 2020      | 29 juin 2020        |
| 106                                  | 46 | Cansancios y Intentos                        | 5 mars 2021         | NC               | 6 juillet 2020      | 30 juin 2020        |
| 107                                  | 47 | Mar de Dudas                                 | 5 mars 2021         | NC               | 7 juillet 2020      | 1er juillet 2020    |
| 108                                  | 48 | La Sintonía Que Nos Une                      | 5 mars 2021         | NC               | 8 juillet 2020      | 2 juillet 2020      |
| 109                                  | 49 | Amor Inevitable                              | 5 mars 2021         | NC               | 9 juillet 2020      | 6 juillet 2020      |
| 110                                  | 50 | La Verdad Está Cerca                         | 5 mars 2021         | NC               | 10 juillet 2020     | 7 juillet 2020      |
| 111                                  | 51 | #SaveTheFundom                               | 5 mars 2021         | NC               | 13 juillet 2020     | 8 juillet 2020      |
| 112                                  | 52 | Disculpas y Amenazas                         | 5 mars 2021         | NC               | 14 juillet 2020     | 9 juillet 2020      |
| 113                                  | 53 | Lágrimas del Corazón                         | 5 mars 2021         | NC               | 15 juillet 2020     | 13 juillet 2020     |
| 114                                  | 54 | Maneras de Pedir Perdón                      | 5 mars 2021         | NC               | 16 juillet 2020     | 14 juillet 2020     |
| 115                                  | 55 | Sorprendentes Revelaciones                   | 5 mars 2021         | NC               | 17 juillet 2020     | 15 juillet 2020     |
| 116                                  | 56 | Gran Reencuentro                             | 5 mars 2021         | NC               | 20 juillet 2020     | 16 juillet 2020     |
| 117                                  | 57 | Planes Para BeU                              | 5 mars 2021         | NC               | 21 juillet 2020     | 20 juillet 2020     |
| 118                                  | 58 | Palabras Que Duelen                          | 5 mars 2021         | NC               | 22 juillet 2020     | 21 juillet 2020     |
| 119                                  | 59 | ¿Cuándo Pasó?                                | 5 mars 2021         | NC               | 23 juillet 2020     | 22 juillet 2020     |
| 120                                  | 60 | Aquí me Encontrarás                          | 5 mars 2021         | NC               | 24 juillet 2020     | 23 juillet 2020     |

## Spécial (2021)
| №   | Titre original                    | Diffusion française | Diffusion belge | Diffusion originale | Diffusion espagnole |
| --- | --------------------------------- | ------------------- | --------------- | ------------------- | ------------------- |
| 121 | Bia : Un Mundo Al Revés           | NC                  | NC              | 19 février 2021     | NC                  |
| SPE | BIA Un Mundo Al Revés : Making Of | NC                  | NC              | 5 mars 2021         | NC                  |